# Manželé z roku II
Manželé z roku II (v originále Les Mariés de l'an II) je francouzsko-italsko-rumunský dobrodružný film z roku 1971, který režíroval Jean-Paul Rappeneau. Název filmu odkazuje na výraz soldats de l'an II, jak se přezdívalo vojenským rekrutům během hromadných odvodů v roce 1793, tj. II. roku revolučního kalendáře. Snímek měl světovou premiéru 7. dubna 1971.

## Děj
Nicolas Philibert má za manželku Charlotte. Jejich osud se změní, když Nicolas zabije barona, který na jeho manželku dotíral.
Nicolas Philibert uprchne do Jižní Karolíny, kde během několika let zbohatl a má možnost se oženit s bohatou místní dědičkou. Ale je obviněn z bigamie. Musí se vrátit do Nantes, aby našel Charlotte a požádat ji o rozvod. To v roce II první republiky (1793-1794), kdy ve Francii zuří revoluce a občanská válka.
Půjčí si od svého budoucího tchána obchodní loď. V Nantes je stav obležení. Loď je nejprve ostřelována, ale dostane se do přístavu, když se zjistí, že veze pšenici. Obyvatelstvo je vítá, ale představitel města delegovaný Konventem, je označuje za spiklence a prohlašuje, že pšenice je otrávená. Nařídí Philibertovi, aby počkal, než bude náklad zkontrolován.
Philibert okamžitě začne hledat Charlotte. Ta se však s markýzem Henrim de Guérande přidala do řad royalistické armády. Spojí se proto s markýzovou sestrou Pauline de Guérande. Když je pšenice konečně uznána jako zdravá, Philibert se stává hrdinou dne a je pozván na ceremonii kultu Rozumu. Během ceremonie se objeví Pauline de Guérande na pódiu, kde zpívá hymnu. Ale když skončí, najednou vytáhne zbraň a pokusí se zavraždit delegáta Konventu. Pistole se ale zasekne a Philibert umožní Pauline uniknout. Philibert je následně obviněn ze zrady a odsouzen k trestu smrti. Uteče, ale upadne do léčky šuanů, kteří ho považují za špiona, chtějí ho popravit. Zachrání ho Pauline de Guérande, která je součástí jejich skupiny.
Philibert je převezen na hrad, který je útočištěm monarchistů pod velením Henriho de Guérande. Zde najde Charlotte, která předstírala, že je vdova. V nastalém zmatku spolu uprchnou z hradu.
Philibert ji žádá o rozvod, ale ten neprobíhá hladce. Na radnici vypukne povstání proti delegátovi Konventu, který je odvolán z funkce Výborem pro veřejnou bezpečnost. Charlotte odjede do Koblenze, aby se přidala k emigrantům v Německu, kde ji Philibert vyhledá.
Příběh pokračuje v roce 1809 v přepychovém zámku. Pár je v sále a jako obvykle se silně hádá.

## Obsazení
| Jean-Paul Belmondo | Nicolas Philibert                   |
| Marlène Jobertová  | Charlotte Philibert                 |
| Sami Frey          | markýz Henri de Guérande            |
| Laura Antonelli    | Pauline de Guérande                 |
| Michel Auclair     | princ                               |
| Pierre Brasseur    | Gosselin, otec Charlotte            |
| Julien Guiomar     | poslanec na misi                    |
| Patrick Préjean    | Saint-Aubin                         |
| Georges Beller     | Simon, národní gardista             |
| Mario David        | Requiem, princův pobočník           |
| Charles Denner     | přívrženec Jeana Jacquese Rousseaua |
| Marc Dudicourt     | uvězněný poslanec                   |
| Sim                | Lucas, Gosselinův účetní            |
| Billy Kearns       | Arthur Davison                      |
| Vernon Dobtcheff   | pastor Toby                         |
| Paul Crauchet      | veřejný žalobce                     |
| Patrick Dewaere    | dobrovolník                         |
| Martin Lartigue    | dobrovolník                         |
| Jean Barney        | republikánský řečník                |
| Henri Guybet       | sansculot, Simonův přítel           |
| Maurice Barrier    | občan s kokardou                    |
| Ermanno Casanova   | hostinský                           |
| René Morard        | hostinský                           |
| Denise Péron       | kmotra                              |
| Julieta Szönyi     | Margaret                            |
| Monique Garnier    | cikánka                             |